# Trini – Die Geschichte eines Indianerjungen
Trini – Die Geschichte eines Indianerjungen ist ein Kinderbuch von Ludwig Renn. Es wurde 1954 erstmals veröffentlicht.

## Handlung
Die Handlung spielt im Guerra Cristera (Bauernkrieg in Mexiko) in den 1910er Jahren. Protagonist ist der Indianerjunge Trini, der erlebt, wie sein Onkel von einem Gutsherren misshandelt wird. Trini schließt sich dem Kampf der Indianer gegen den Gutsherrn an, der sich immer weiter ausweitet.

## Auszeichnungen
- 1955: Nationalpreis der DDR